# Gregoriánská misie

Mapa anglosaského osídlení ve Velké Británii, kolem roku 600

Gregoriánská misie či též mise byla misionářská výprava vyslaná z Říma papežem Řehořem Velikým roku 596 do Británie; jejím vedením byl pověřen převor Augustin a cílem byla christianizace Anglosasů. Po smrti posledního římského misionáře roku 653 již byla vybudována církev v jižní Anglii. Vedle irských a franských misionářů Řehořovi misionáři christianizovali Británii a pomohli pronikat iro-skotským misionářům i na evropskou pevninu.
Poté, co Římská říše roku 410 odvolala své legie z provincie Britannia, ostrov vzápětí napadly pohanské germánské kmeny Anglosasů. Ke konci 6. století papež Řehoř vyslal do anglosaského království Kent skupinu misionářů, kteří pokřtili kentského krále Æthelberhta; jeho žena Bertha byla původem franská princezna a byla křesťanka. Stejně jako delegace misionářů, tak i papež Řehoř doufal, že se mu nově pokřtěná území podaří dostat pod autoritu papežství. Augustin byl v Římě převorem Řehořova vlastního kláštera a Řehoř jednáním s franskými vládci, jejichž územím měli misionáři projít, připravoval cestu.
V roce 597 do Kentu dorazilo 40 misionářů, kterým král Æthelberht povolil svobodně kázat křesťanskou víru v hlavním městě Kentu, Canterbury. Misionáři tak brzy byli schopni napsat papeži o svých úspěších v šíření křesťanství. Druhá skupina mnichů a duchovních do Británie dorazila roku 601 a přivezla s sebou knihy a další předměty věci pro misijní činnost. Řehoř Veliký měl v úmyslu jmenovat Augustina metropolitním arcibiskupem pro jižní část Britských ostrovů, čímž by Ital Augustin získal autoritu nad rodilými Anglosasy. Nicméně jednání mezi Augustinem a anglosaskými biskupy nedospěla k žádné dohodě.
Před smrtí krále Æthelberhta v roce 616 byla na území jeho království zřízena řada biskupství, avšak po jeho smrti se v zemi zdvihl odpor pohanů proti křesťanům, mnozí (mezi nimi např. londýnský biskup Mellitus) uprchli na kontinent. Æthelberhtova dcera Æthelburga byla provdána za pohanského krále Northumbrie Edwina. Roku 627 však biskup Paulinus, který byl součástí Æthelburžina doprovodu, krále Edwina i mnoho jeho poddaných pokřtil. Když však roku 633 Edwin zemřel, královna vdova Æthelburga i Paulinus byli nuceni uprchnout z Northumbrie zpět do Kentu. Ačkoliv se křesťanským misionářům nepodařilo udržet křesťanství ve všech zemích, které pokřtili, v době smrti posledního římského misionáře roku 653 bylo již křesťanství zakořeněno v Kentu a přilehlé oblasti, což přispělo k zapuštění tradice římského ritu na britských ostrovech.

## Pozadí

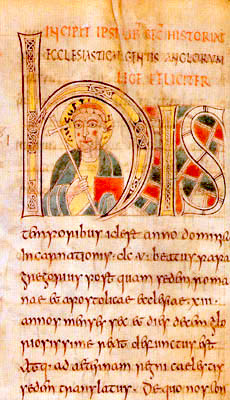
Portrét s nápisem „AUGUSTINUS“ z poloviny 8. století, ač nejspíše znázorňuje Řehoře Velikého

Roku 313 vydal římský císař Konstantin Veliký Edikt milánský, jímž zrovnoprávnil do té doby pronásledované křesťanství s římským kultem. Během vlády císaře Theodosia I. (edikty z roku 391 a 392) došlo k postavení pohanství mimo zákon a křesťanství se stalo jediným římským náboženstvím; římská provincie Britannia byla christianizována ve 4. století a dokonce z Britannie vzešlo pelagianistické kacířství. Z Britannie byli vysláni tři biskupové na koncil v Arles roku 314 a roku 396 na ostrov dorazil biskup z Galie, aby zde pomohl utužit křesťanskou disciplínu. Materiální pozůstatky, jako stavby s vytesanými křesťanskými symboly a olověné nádrže používané pro křty, svědčí o sílící křesťanské přítomnosti, a to až přibližně do roku 360.
Po stažení římských legií z Britannie za vlády císaře Honoria roku 410 zůstali místní obyvatelé ponecháni osamoceni napospas útokům germánských kmenů Anglů, Sasů a Jutů. Pohanské kmeny hrnoucí se na Britské ostrovy, obvykle označované souborně jako Anglosasové, se usadily v dnešní jižní Anglii poté, co římské legie odešly. Avšak západní Británie, kam nesahala moc anglosaských království, zůstala křesťanská. Množství různých křesťanských tradic, souhrnně nazývané jako keltské křesťanství, se dále vyvíjelo bez vlivu Říma a bylo typické tím, že jeho centra se soustředila v klášterech a nikoliv v biskupstvích. Dalšími odlišnostmi mezi keltskou a římskou církví byla odlišná metoda vypočítávání každoročního data Velikonoc, styl stříhání vlasů a tonzury u keltských duchovních. Důkaz pro přetrvávající existenci křesťanství ve východní části Velké Británie představuje přetrvávající kult svatého Albana a výskyt výrazu eccles – odvozené z latinského výrazu ecclesia, církev – v názvech sídlišť. Neexistuje žádný důkaz, že by se rodilí keltští křesťané pokusili pohanské Anglosasy obrátit na křesťanství.
Časová datace anglosaských invazí se shoduje se zánikem většiny pozůstatků římské civilizace, včetně ekonomických i náboženských vazeb, na území, která dobyli Sasové či jejich germánští příbuzní. Zůstává nejisté, zdali to opravdu byl důsledek samotného germánského vpádu, jak tvrdí britský raně středověký autor sv. Gilda, či zda je to pouze shoda s úpadkem římské kultury v pozdním císařství, který nastal ve stejné době, kdy se na britských ostrovech usadili Germáni. Archeologie naznačuje, že bylo více způsobů, jak germánské kmeny Velkou Británii osídlily, což se stalo souběžně se zmizením římské urbánní kultury. Když tak roku 597 do Británie dorazili první Řehořovi misionáři, měly anglosaské státy jen malou kontinuitu na předchozí římskou civilizaci.

### Prameny

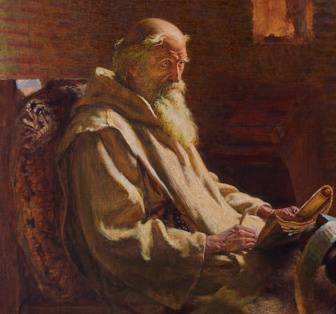
James Doyle Penrose: Beda Ctihodný (1902)

Většina informací o gregoriánské misi pochází od středověkého učence Bedy Ctihodného (672–735) a jeho díla Historia ecclesiastica gentis Anglorum. Pro svou práci Beda žádal pomoc od mnoha lidí, včetně soudobých opatů z Canterbury, stejně jako budoucího canterburského arcibiskupa Nothhelma, který Bedovi poskytl kopie papežových dopisů římským misionářům i dalších dokumentů z Říma. Dalšími prameny jsou životopisy Řehoře Velikého, včetně jednoho napsaného v severní Anglii kolem roku 700. V Knize papežů (Liber Pontificalis) je o Řehořovi a jeho misi psáno pouze krátce, avšak i sám Řehoř byl spisovatel a jeho vlastní práce vrhá světlo na Gregoriánskou misi; navíc po roce 850 se zachované Řehořovy dopisy staly významným zdrojem pro studování dějin Gregoriánské misie. Několik dalších spisů, jako dopisy anglosaského misionáře Bonifáce z 8. století, přidávají další podpůrné detaily k Bedově dílu; některé z nich jsou v Bedově dílu uchovány.
Beda vysvětluje porobení rodilých Britů Anglosasy jejich hříšností a zkažeností; tento námět Beda převzal od raně středověkého učence sv. Gildy a ve svém díle jej dále rozvíjel. Ačkoliv Beda shledával některé britské duchovní úctyhodnými, kritizoval keltské křesťany za jejich selhání při christianizaci pohanských dobyvatelů a za jejich vzdor římské církevní autoritě. Tato zaujatost poté vedla k jeho zlehčování misijních aktivit keltských křesťanů. Beda pocházel ze severní Anglie, což mohlo vést k jeho předsudku vůči událostem blízko jeho vlastní zemi. Beda svá díla psal více než století po událostech, jež popisoval, což znamená, že od pamětníků měl jen málo informací o misijních činnostech.
Obecně se předpokládá, že raný anonymní spis Život Řehořův je založen na ústní tradici, přinesené do severní Anglie buď z Canterbury, nebo z Říma, a bylo v letech 704–714 dokončeno ve Whitbyském opatství. Dílo zkoumal britský historik Alan Thacker, který tvrdí, že Život Řehořův vychází z dřívějších psaných děl, většinou pak z díla sepsaného v Římě krátce po smrti Řehoře Velikého.
Ačkoliv se z doby Gregoriánské misie zachovalo několik hagiografií či životopisů rodilých britských svatých, žádný z těchto pramenů nepopisuje keltské křesťany jako aktivní misionáře mezi pohanskými Anglosasy. Většina informací o britské církvi tohoto období pochází ze západních částí Velké Británie a Gregoriánskou misií se nezabývají. Dalšími prameny informací, včetně Bedových chronologií, jsou soubory zákonů Æthelberhta z Kentu či Anglosaské kroniky, která byla zkompilována později v 9. století.

## Řehoř Veliký a jeho cíle

### Bezprostřední historické pozadí

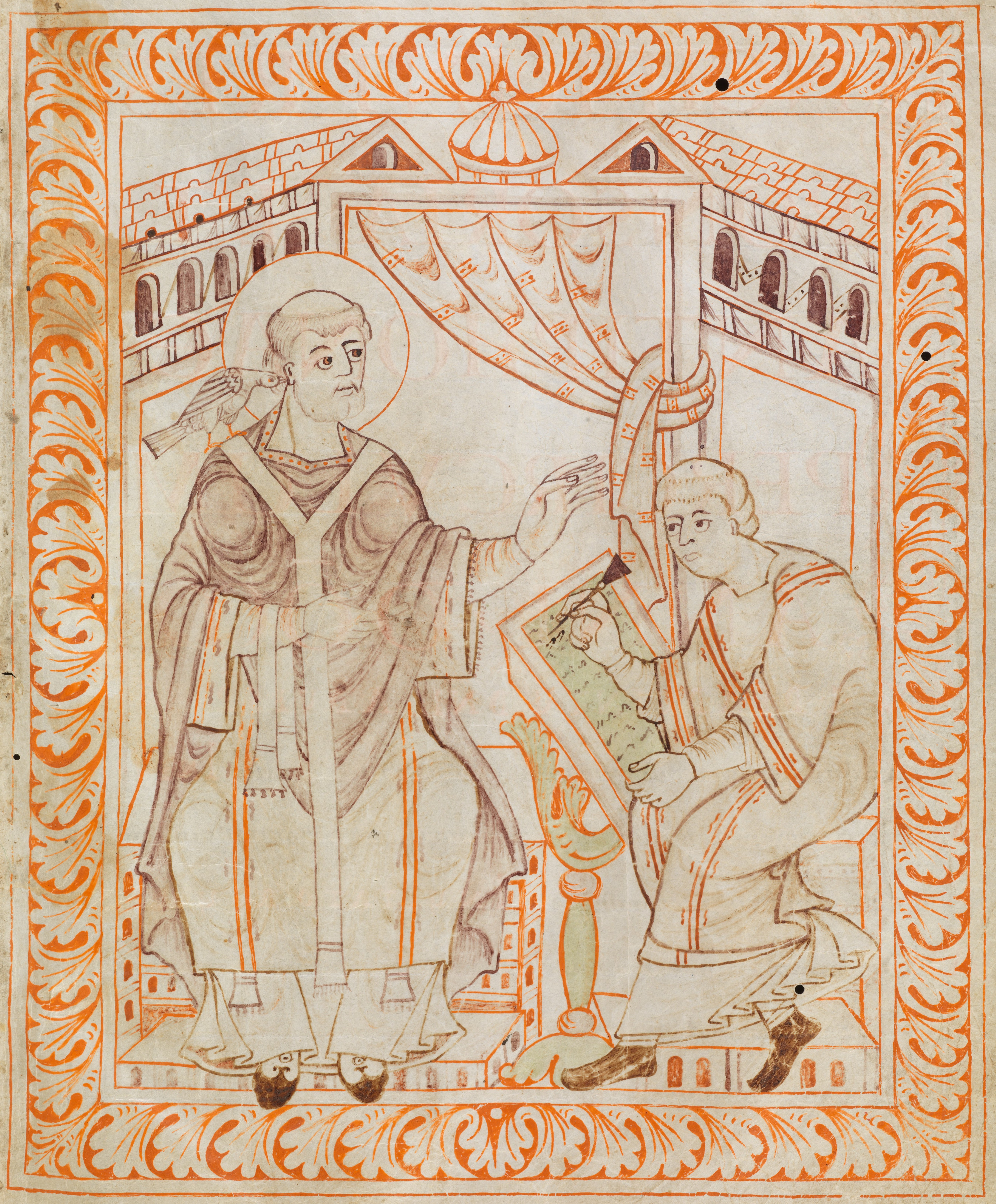
Řehoř Veliký z rukopisu z 10. století

V roce 595, když se papež Řehoř Veliký rozhodl vyslat misii, která by christianizovala Anglosasy, vládl v anglosaském kentském království král Æthelberht, který se před rokem 588 (či snad dokonce před rokem 560) oženil s křesťanskou princeznou Berthou. Bertha byla dcerou franského krále Chariberta I. z merovejské dynastie. Jednou z podmínek uzavření manželství bylo, že si s sebou Bertha do Británie může přivést svého kaplana, jímž byl biskup Liudhard. Nová královna a její kaplan v Canterbury obnovili zničený kostel, pocházející z římských dob, možná současný kostel svatého Martina. Sám Æthelberht byl toho času pohanem, nicméně své manželce nebránil ve vyznávání křesťanství, Nezdá se, že by Luidhard šířil křesťanství mezi Anglosasy, ale i kdyby ne, jeho existence nemůže být vzhledem k nálezu zlatých mincí nesoucích nápis Leudardus Eps (Eps je zkratka latinského výrazu Episcopus, biskup) zpochybněna. Podle jednoho z Berthiných životopisců požádal král Æthelberht, ovlivněn svojí manželkou, papeže Řehoře o vyslání misionářské výpravy. Podle historika Iana Wooda iniciativa vycházela od kentského dvora, stejně jako od královny.

### Motivy
Většina historiků nahlíží na Řehoře Velikého jako na toho, kdo akci zahájil, ačkoliv nezůstává zcela objasněno, proč. Podle slavného příběhu zaznamenaného Bedou, který sepsal historii britské církve, spatřil Řehoř na římském trhu s otroky plavovlasé anglosaské otroky z Británie, což mu vnuklo myšlenku na obrácení těchto lidí na křesťanství. Pravděpodobně se Řehoř zeptal na identitu otroků a bylo mu řečeno, že se jedná o Angly z ostrova Velká Británie. Řehoř odvětil, že oni nejsou Anglové, nýbrž andělé („non Angli, sed angeli“). Nejstarší verze tohoto příběhu pochází z anonymního Života Řehořova, sepsaného v opatství ve Whitby kolem roku 705. Beda, stejně jako Život Řehořův, poznamenal, že Řehoř sám se pokoušel odejít na misi do Británie před tím, než se stal papežem. Roku 595 Řehoř napsal jednomu ze správců svých statků v jižní Galii, v němž jej žádal, aby nakoupil v Británii nějaké otroky, aby poté mohli být vzděláváni v klášterech. Někteří historikové v tom vidí známku, že Řehoř již v té době plánoval misi do Británie, přičemž misionáři měli být vzdělaní britští otroci, ačkoliv tento dopis je přístupný různým výkladům.
Historik N. J. Higham tvrdí, že Řehoř zamýšlel vyslat do Británie chlapecké otroky jako misionáře, až do chvíle, kdy roku 596 přijal zprávu, že biskup Liudhard zemřel, což otevřelo cestu vážnějším misionářským aktivitám. Podle Highama byl v Británii nedostatek biskupů, což Řehořovi dovolilo vyslat Augustina s příkazy, aby Augustin byl vysvěcen na biskupa, pokud by to bylo třeba. Dalšími úvahami bylo, že by spíše získal pomoc od franských královských dvorů, pokud by již dále neměli své vlastní biskupy. Podle Highama Řehoř Veliký věřil v bezprostředně hrozící konec světa a sám sebe pokládal za hlavní součást Božího plánu apokalypsy. Jeho víra měla kořeny v přesvědčení, že svět projde šesti věky a jeho doba se nacházela na konci šestého, po němž měl přijít poslední soud – což mělo hrát roli v Řehořově rozhodnutí výpravu do Británie vyslat. Řehořovy misionářské aktivity se však neomezovaly pouze na Británii, ale podporoval misionářská úsilí, podporoval spolupráci biskupů s křesťanskými králi při šíření křesťanství mezi nekřesťanskými národy na území křesťanských panovníků; vynucoval přestup ke katolictví na heretických ariánech v Itálii i jinde, stejně jako na židech. Řehoř rovněž v dopisech vyzýval k přijetí křesťanství sicilské, sardinské a korsické pohany.

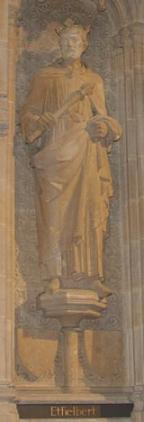
Socha krále Æthelberhta v rochesterské katedrále

Někteří vědci se domnívají, že Řehořovým hlavním motivem byla snaha zvýšit počet křesťanů, jiní za tím hledají více politické důvody, jako rozšíření moci papežství do nových zemích a získání dalších národů, které budou uznávat papežský primát; vzrůstající moc Kentského království za krále Æthelberhta tak mohla mít vliv na výběr cíle křesťanské misie. Misie do Británie však mohla být rovněž přímým důsledkem mise proti Langobardům, neboť v době vyslání Gregoriánské misie zůstávala Británie poslední bývalou římskou provincií pod nadvládou pohanů a podle historika Erica Johna se Řehoř rozhodl přivést poslední pohanskou část starého impéria zpět pod křesťanský vliv.

### Praktická usnesení
Výběr Æthelberhtova Kentského království jako cíle misie téměř jistě záviselo na vícero faktorech, včetně toho, že Æthelberht u své křesťanské ženy toleroval její náboženství a dovolil jí ho svobodně vyznávat. Mezi Kentským královstvím a Franky na pevnině byly vybudovány dobré obchodní vztahy a mezi oběma stranami nebyla ani výraznější jazyková bariéra, protože tlumočníci pro Gregoriánskou misi byli národností Frankové. Poté, co roku 592 upadla moc Ceawlina z Wessexu a jeho království, Æthelberhtův Kent se stal vedoucí silou v regionu; Beda uvádí, že Æthelberht disponoval impériem či nadvládou jižně od řeky Humber. A nakonec, díky blízkosti Kentu Frankům misie počítala s jejich podporou. Existují důkazy, včetně Řehořovy korespondence s franskými vládci, že někteří Frankové si v té době činili nárok na vedoucí úlohu v jihobritských královstvích. Přítomnost franského biskupa rovněž může utvrzovat nároky Franků za předpokladu, že se Luidhard považoval za zástupce franské církve a nikoliv pouze za duchovního rádce královny Berthy. Archeologické nálezy potvrzují, že Frankové ovlivňovali kulturu na ostrově.

### Přípravy
Roku 595 Řehoř vybral Augustina, převora Řehořova vlastního Opatství svatého Antonína v Římě, aby vedl misi do Kentu. Řehoř vybral mnichy, kteří měli Augustina doprovázet a snažil se zajistit podporu Franků; papež napsal jménem Augustinovým dopisy mnoha franským biskupům, v nichž je seznamoval s účelem misie a žádal je, aby Augustina i jeho doprovodu poskytli podporu. Kopie Řehořových dopisů se v Římě zachovaly. Napsal také burgundskému králi Theuderichovi II. a králi Austrasie Theudebertovi II., stejně tak jejich společné babičce Brunhildě Austrasijské, hledaje u nich podporu. Řehoř Veliký děkoval za pomoc králi Chlotharovi II. Neustrijskému za jeho pomoc Augustinovi. Vedle pohostinství poskytli franští biskupové a králové také překladatele a byli požádáni, aby misi doprovázeli také franští kněží. Díky podpoře Franků se Řehořovi podařilo zajistit Augustinovi vřelé přijetí na Æthelberhtově dvoře, neboť je nepravděpodobné, že by špatně naložil s výpravou, jež požívala otevřené podpory královniných příbuzných. Frankové se zatím snažili v Kentu utužit svůj vliv a podporovat cíle Augustinovy misie. Zvláště Clothar II. potřeboval udržoval přes kanál udržovat přátelské vztahy, aby mohl lépe zajistit bezpečí svého království před ostatními franskými králi.

## Příjezd a první události

### Složení misie a příjezd do Anglie
Misie se skládala přibližně ze čtyřiceti misionářů, z nichž někteří byli mniši. Brzy poté, co výprava opustila Řím, misionáři se zastavili zastrašeni břemenem svého úkolu; vyslali Augustina zpět do Říma, aby žádal papeže o povolení vrátit se zpět. Řehoř Veliký povolení neudělil, místo toho Augustina poslal zpět s dopisy, v nichž misionáře povzbudil ve vytrvalosti. Dalším důvodem pro zastávku, nejspíše v údolí Rhôny, byla zpráva o smrti krále Childeberta II., od kterého misionáři očekávali pomoc. Augustin se rovněž mohl vrátit zpět do Říma, aby zajistil nové instrukce, stejně jako informoval papeže o nové politické situaci v Galii. Řehoř využil této příležitosti a jmenoval Augustina opatem misie. Augustin se poté vrátil ke zbytku výpravy s novými instrukcemi, pravděpodobně včetně příkazu ucházet se o vysvěcení na biskupa v Galii, pokud to okolnosti v Kentu umožní.

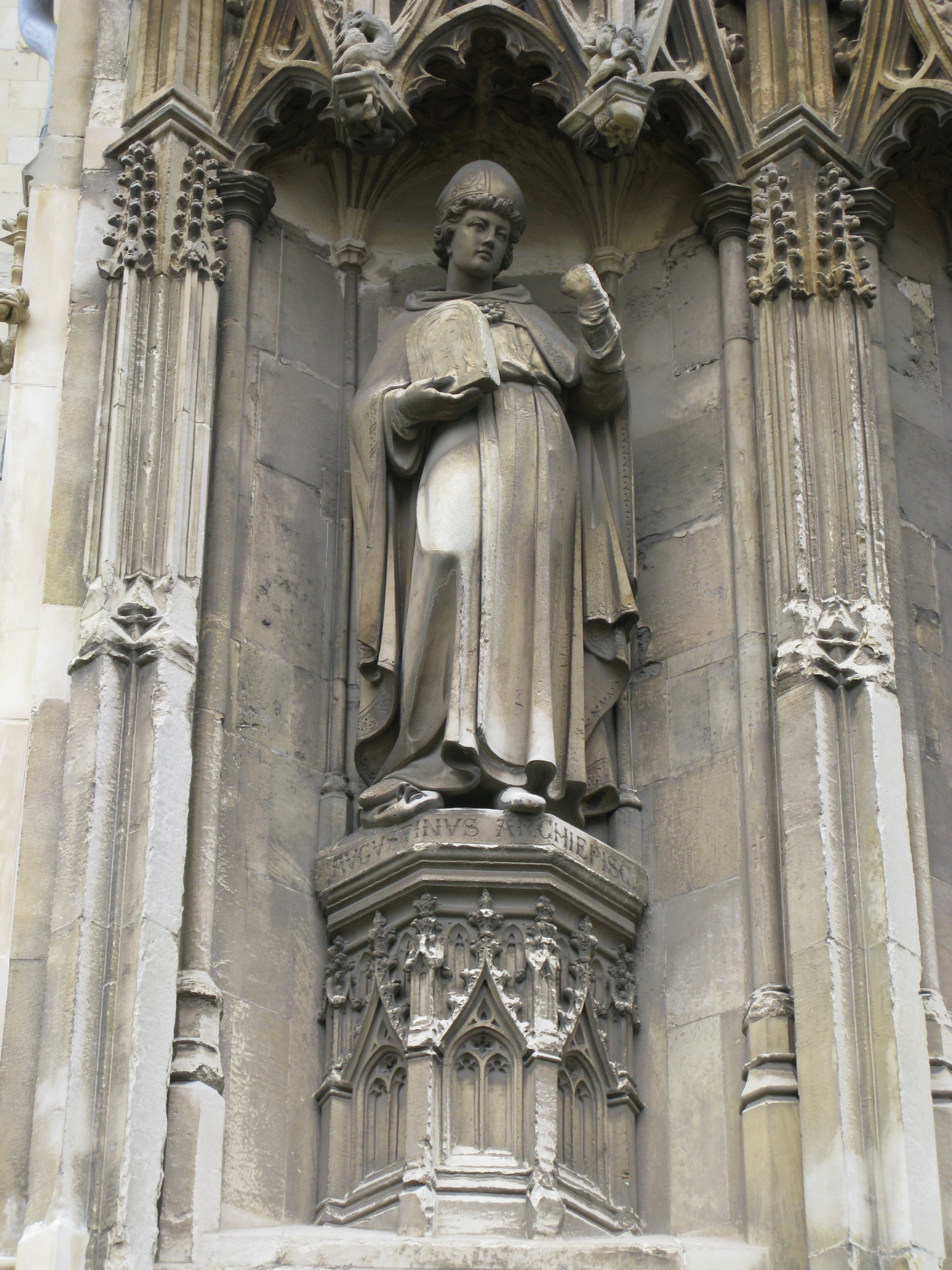
Augustinova socha, Canterbury

V roce 597 misionáři přistáli v Kentu a rychle zaznamenali první úspěch, když jim král Æthelberht povolil usadit se a kázat v hlavním městě Canterbury, kde k užívání dostali kostel svatého Martina, který se stal sídlem biskupa. Ani Beda, ani Řehoř Veliký nezaznamenali datum Æthelberhtova přijetí křesťanské víry, nicméně se tak pravděpodobně stalo ještě roku 597.

### Proces christianizace
V období raného středověku vyžadovalo masové šíření křesťanství nejprve konverzi vládce; v prvním roce působnosti misie v Kentu je zaznamenáno velké množství křesťanských proselytů. Roku 601 napsal Řehoř Veliký dopis královně Berthě i Æthelberht, v němž ho v souvislosti s přijetím křtu nazývá synem. Pozdně středověká tradice, zaznamenaná kronikářem Thomasem Elmhamem (1364–1427), datuje královu konverzi na Bílou neděli nebo k 2. červnu 597; není důvod o tomto datu pochybovat, ač o něm jiný důkaz není. Také Řehořův dopis alexandrijskému patriarchovi Eulogiovi z července 598 se zmiňuje o množství britských proselytů, nicméně o pokřtění krále (597) mlčí, ačkoliv je jisté, že roku 601 již byl křesťanem. Ačkoliv Beda nezmiňuje místo, kde se křest krále odehrál, stalo se tak pravděpodobně v Canterbury.
Kdy se Æthelberht rozhodl přiklonit ke křesťanství, je nejisté. Beda zastává názor, že král konvertoval z čistě náboženských důvodů, nicméně moderní historikové za tím vidí i jiné motivy; přijetí křesťanství by utužilo vztahy Kentu s Franky a je možné, že Æthelberht přijal křest, aby se zavděčil Merovejcům či aby získal vliv v Galii. Dalším důvodem mohly být nové metody státní správy, které po christianizaci často následovaly ať už přímo prostřednictvím nově vzniklé církevní organizace, či nepřímo od jiných křesťanských států.
Beda naznačuje, že ačkoliv se král Æthelberht odhodlal k přijetí křesťanství, nebyl schopen své lidi ke konverzi přinutit. Podle historika Roberta A. Markuse to byla silná pozice pohanství v zemi, která nutila krále zajišťovat konverzi nepřímými prostředky, jako byla ochrana a přízeň královského dvora věnovaná proselytům.

### Papežovy rady a druhá vlna misionářů z Říma
Po těchto konverzích vyslal Augustin zpět do Říma misionáře Vavřince, aby přinesl papeži zprávy o úspěších misie, ale i dotazy. Beda zaznamenal dopis i Řehořovy odpovědi v 27. kapitole ve své Historii ecclesiastica gentis Anglorum; Augustin žádal papežovu radu v několika záležitostech, například ohledně církevní organizace, trestů pro zloděje v řadách církve, pokynů těm, kterým bylo dovoleno se oženit, či ohledně svěcení biskupů, dalšími tématy byly vztahy mezi nově vznikající britskou a galskou církví, křty novorozenců, přímání lidí do církevního společenství a sloužení mší. Není známo, že by misionáři od svého příjezdu podnikli, s výjimkou té Vavřincovy, jinou cestu z Británie až do roku 601. Řehoř se zmiňuje o masových konverzích a existují rovněž zmínky o Augustinových zázracích, díky kterým získával proselyty, ale je jen málo záznamů o konkrétních událostech.

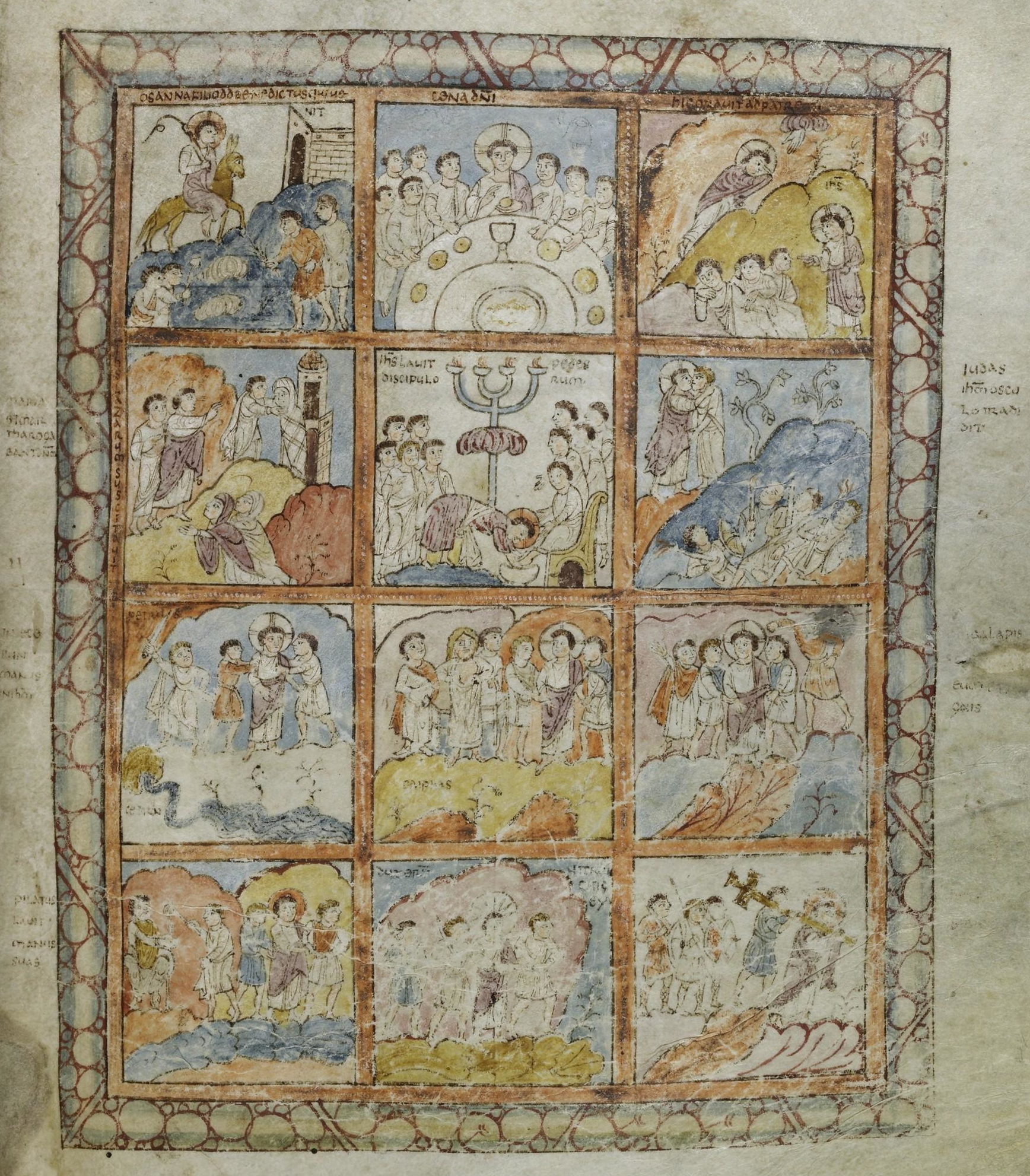
Výjev z evangelií svatého Augustina, které do Anglie přinesl Melllitus

Podle Bedy byla z Říma vypravena další misionářská skupina roku 601. Druhá skupina s sebou do Británie přinesla papežské pallium pro Augustina, kněžské hábity, relikvie a knihy. Pallium představovalo symbol biskupa metropolity a symbolizovalo Augustinovu jednotu s papežstvím. Spolu s palliem Řehoř Augustinovi poslal i dopis, v němž novému arcibiskupovi přikázal co možná nejdříve vysvětit dvanáct světících biskupů a vyslat biskupa do Yorku. Řehořovým záměrem bylo ustanovit dvě metropolitní sídla, jedno v Yorku a druhé v Londýně s dvanácti světícími biskupy podřízenými každému metropolitovi. Augustin dostal pokyn přesunout arcibiskupství z Canterbury do Londýna, k čemuž však nikdy nedošlo, možná proto, že Londýn nebyl součástí Æthelberhtova kentského panství. Kromě toho byl Londýn silnou baštou pohanství, jak ukázaly události po Æthelberhtově smrti. Londýn byl součástí Essexského království, jemuž vládl Æthelberhtův synovec Sæberht, jenž konvertoval ke křesťanství roku 604. Podle německého historika Susy Brechtera (1910–1975) bylo sídlo metropolity skutečně přesunuto do Londýna, avšak pouze do smrti krále Æthelberhta a opuštění Londýna křesťany, kdy se sídlem arcibiskupství stalo Canterbury; což však popírá Bedův popis událostí. Řehořova volba Londýna za sídlo arcibiskupství pravděpodobně vychází z jeho chápání Británie pod správou Římanů, kdy byl Londýn centrem římské moci v provincii.
Spolu s dopisy pro Augustina přinesli misionáři z Říma i dopis pro krále Æthelberhta, v němž jej papež vyzýval, aby jednal stejně jako císař Konstantin Veliký a přinutil své poddané ke křtu a zničil všechny pohanské svatyně. Řehoř nicméně napsal dopis také Mellitovi, Epistola ad Mellitium z července 601, v němž papež zaujímá odlišný postoj v ohledech na pohany. Navrhuje, aby pohané byli očištěni od svých model a obráceni ke křesťanství a nikoliv zničeni; papež ve svých dopisech několikrát Anglosasy přirovnal ke starověkým Izraelitům. Rovněž doporučil, aby Anglosasové při svých každoročních krvavých podzimních svátcích stavěli malé stany, jako se staví při židovském svátku sukot, čímž by se jejich pohanské zvyky postupně přeměnili v křesťanské.
Historik Robert A. Markus naznačuje, že důvodem pro rozporné rady v dopisech byl nejprve dopis Æthelberhtův do Říma, odeslaný po vracejících se misionářích. Podle Markuse papež poslal Epistolae ad Mellitum až poté, co si promýšlel poměry křesťanské misie v Británii a mezitím již jeho první instrukce byly na cestě. V tom Markus vidí bod obratu v celé historii misie, kdy úmysl násilné christianizace ustoupil nenásilné. Podle Flory Spiegelové, autorky mnohých knih o anglosaské literatuře, byl motiv srovnání Anglosasů a Izraelitů součástí této strategie; Izraelité představují předchůdce Židů v analogii pohanů, jakožto předstupeň křesťanů. Podle Spiegelové tak v Řehořově obzoru judaismus stál na poloviční cestě mezi pohanstvím a křesťanstvím. Řehoř věřil, že pokud mají být Anglosasové postupnou cestou přivedeni ke křesťanství, přirozeně musejí být nejprve přivedeni k ekvivalentu judaismu a teprve v další fázi mají definitivně být přikloněni ke křesťanským zvyklostem.

### Budování církevních staveb
Podle záznamů Bedy po příjezdu misionářů do Kentu a konverzi krále dostali misionáři povolení obnovit a využívat staré kostely z římských dob. Jedním z takových byl i Kritstův kostel v Canterbury, který se stal Augustinovou katedrálou. Archeologické doklady o dalších římských kostelech, které byly přestavěny, jsou minimální. Nicméně kostel svatého Pankráce v Canterbury je v základech římskou stavbou, o níž však zůstává nejasné, zda i za Římanů sloužila jako kostel. Dalším možným místem je Lullingstone v Kentu, kde pod starým opuštěným kostelem byly nalezeny zbytky sakrální stavby pocházející asi z roku 300.
Krátce po svém příjezdu Augustin založil, na půdě darované za tímto účelem králem, klášter svatého Petra a Pavla, z něhož se v pozdější době stalo opatství svatého Augustina. Tento klášter se považuje za první benediktinský klášter založený mimo Itálii a tím i přivedení benediktinského řádu Augustinem do Anglie; neexistuje však důkaz, že by klášter v době svého založení stál na benediktinské řeholi.

## Vývoj na jihu

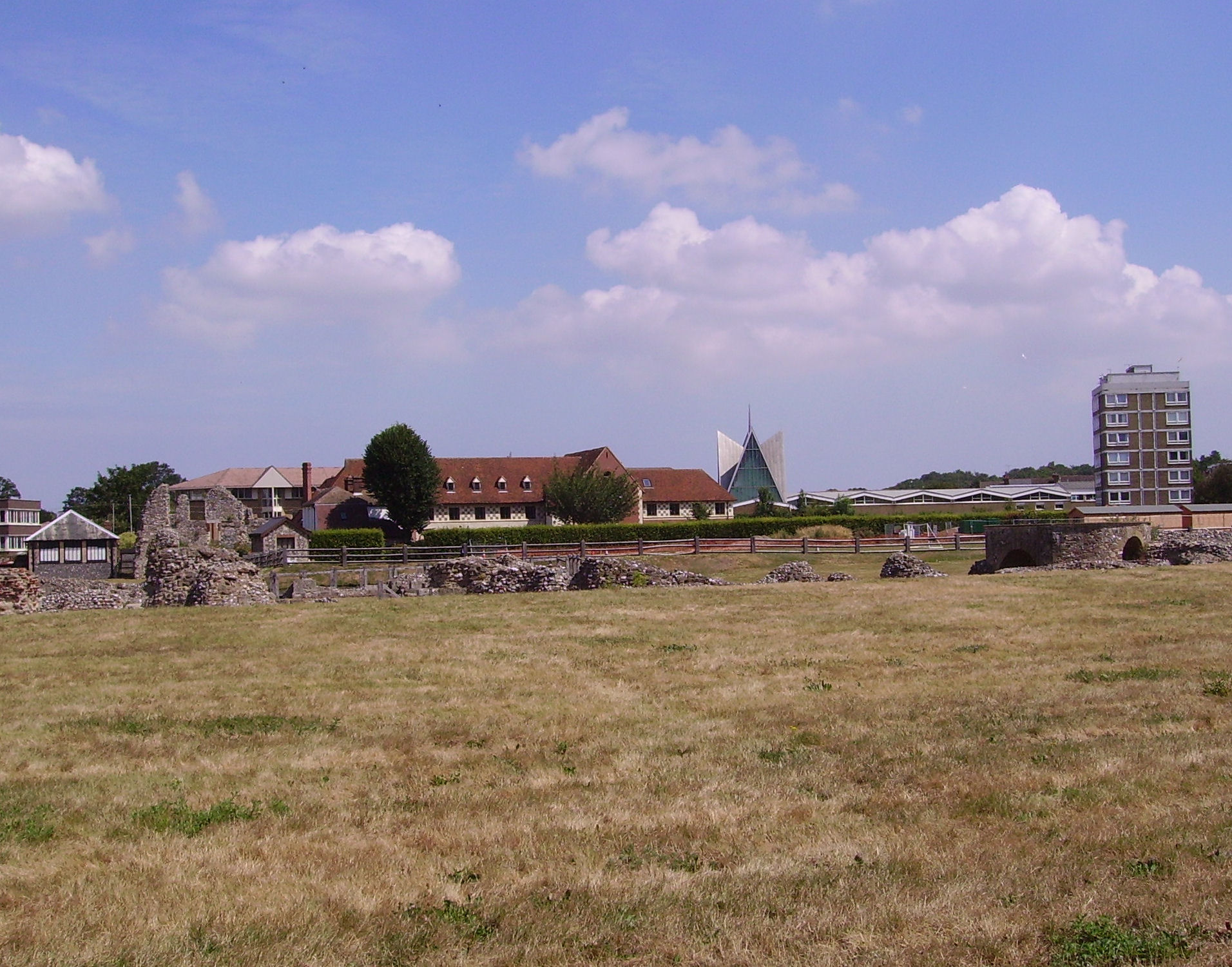
Zříceniny Opatství svatého Augustina v Canterbury

### Vztahy s keltskými křesťany
Řehoř Veliký nařídil, aby rodilí britští biskupové byly podřízeni Augustinovi, ten pak někdy v letech 602 – 604 svolal setkání s některými britskými duchovními. Setkání se uskutečnilo u stromu, jenž byl později pojmenován „Augustinův dub“ a který se v dobách Bedy Ctihodného nacházel na hranicích Kentského království, pravděpodobně někde někde na rozhraní dnešního Somersetu a Gloucestershire. Augustin na Brity patrně naléhal, aby se vzdali svých zvyků a uvedli je do souladu s římským ritem, včetně způsobu vypočítávání datace Velikonoc. Rovněž je vyzval, aby pomohli římským misionářům s christianizací Anglosasů.
Po diskusích místní biskupové zaujali stanovisko, že potřebují konzultaci se svými lidmi před přijetím Augustinových návrhů, a opustili shromáždění. Beda tvrdí, že místní biskupové se poradili se starým poustevníkem, který jim řekl, aby Augustina poslechli, pokud napříště, až se s ním setkají, Augustin povstane, aby britské biskupy pozdravil. Pokud by Augustin při příjezdu biskupů odmítl vstát, biskupové jeho návrhy mají oslyšet. Když příští ráno delegace britských biskupů přijela na setkání s Augustinem, ten na pozdrav nepovstal a biskupové jeho návrhy nepřijali. Podle Bedy poté Augustin předpověděl, že za nedostatek misionářského úsilí keltští křesťané od Anglosasů poznají utrpení. Zdá se, že toto proroctví se naplnilo roku 604, kdy northumbrijský král Æthelfrith v bitvě u Chesteru zabil pravděpodobně 1200 domorodých mnichů. Beda Ctihodný užívá tohoto příběhu o dvou setkáních Augustina s britskými biskupy jako příklad, kdy místní křesťané se odmítli podílet na gregoriánské misi. Později, ke konci 7. století Aldhelm, opat z Malmesbury napsal, že domorodí duchovní nebudou jíst společně s misionáři, dokud s nimi nebudou vykonávat společné obřady.
Jedním z pravděpodobných důvodů, proč britští duchovní odmítli spolupracovat s římskými misionáři, byl nadcházející konflikt mezi Kelty a Anglosasy, kteří v době misie stále ovládali část Velké Británie. Keltové nebyli ochotni kázat svou víru vetřelcům ve své zemi, a Anglosasové na Kelty nahlíželi jako na občany druhé kategorie a nebyli by ochotni kázání ani misie přijímat. Věc měla i politický přesah: římští misionáři sice nebyli vnímáni jako agenti nájezdníků, ale protože Augustin byl pod ochranou krále Æthelberhta, podrobení se jemu britští biskupové mohli vnímat jako podrobení se zároveň Æthelberhtovi, což nemínili udělat.
Většina informací o gregoriánské misi pochází z Bedova podání a toto opírání se o jeden pramen nezbytně vede ke zkreslení obrazu misionářské činnosti keltských křesťanů. Bedovy informace pocházejí hlavně ze severu a východu Británie; ze západu ostrova, kde pozice keltského křesťanství byla nejpevnější, však pochází jen zlomek Bedových informátorů. Navíc Beda popisuje místní církev jako jeden celek, ačkoliv Keltové byli ve skutečnosti rozdrobeni do mnoha malých politických útvarů.

### Rozvoj biskupství a církevních struktur

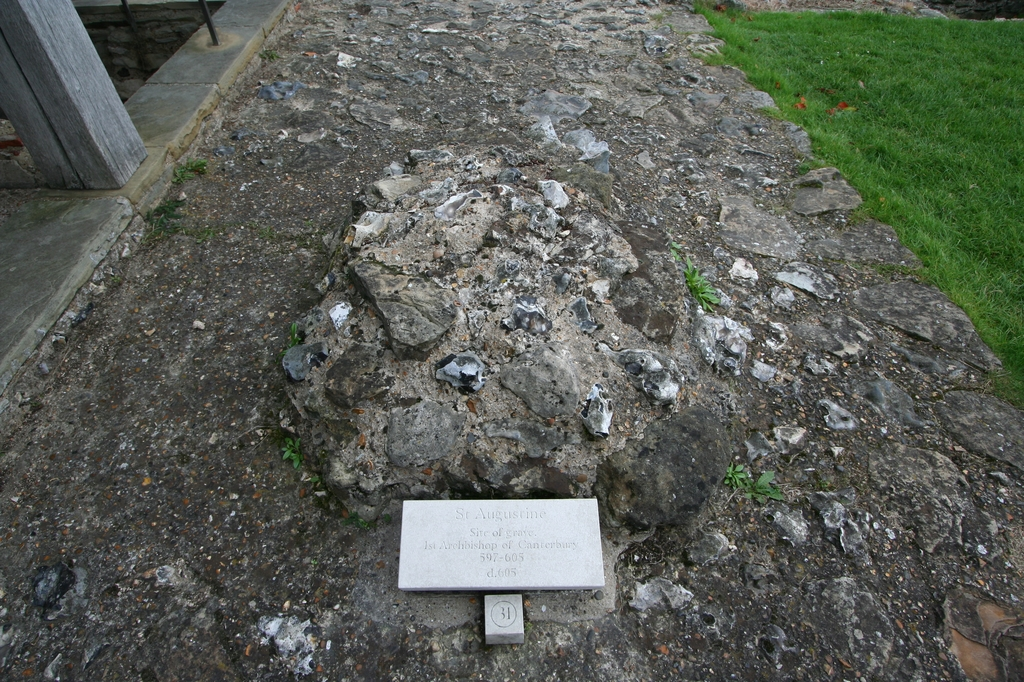
Augustinův náhrobek v Canterbury

V roce 604 bylo založeno jiné biskupství, tentokrát v Rochesteru, kde byl biskupem vysvěcen Justus. Téhož roku byl pokřtěn essexský král, což umožnilo založit biskupství také v Londýně, kde na biskupský stolec usedl Mellitus. Rædwald, král Východní Anglie, byl rovněž obrácen na křesťanství; v jeho zemi však žádné biskupství nevzniklo. Král Rædwald přijal křest během návštěvy u kentského krále Æthelberhta v Kentu, ale po návratu na svůj dvůr uctíval staré pohanské bohy stejně jako křesťanského Boha. Podle Bedy Ctihodného Rædwaldův úpadek ve víře měla na svědomí jeho žena, která zůstala u pohanství, avšak historik S. D. Church za královým váháním s konverzí vidí politické důvody. Když roku 604 zemřel Augustin z Canterbury, jeho nástupcem na arcibiskupském stolci se stal rovněž italský misionář jménem Vavřinec.
Podle historika N. J. Highama se v prvních letech misie, možná po roce 603, v Londýně sešel církevní koncil či shromáždění, které diskutovalo církevní záležitosti a pravidla. Bonifác, misionář anglosaského původu, který kázal Sasům na kontinentu, se zmiňuje, že synoda se konala v Londýně; Bonifác dále říká, že koncil ustanovil pravidla pro manželství, o kterých roku 742 Bonifác diskutoval s papežem Řehořem III. Podle Highama Augustin žádal o vyjasnění přístupu k instituci manželství od Řehoře Velikého a zdá se pravděpodobné, že synoda byla svolána právě ohledně tohoto tématu. Další historik Nicholas Brooks však není tak přesvědčen o tom, že se jednalo o koncil, nicméně tuto možnost zcela nevylučuje; soudí, že Bonifác mohl být ovlivněn Bedovým dílem.
Vzestup northumbrijského krále Æthelfritha na severu omezilo Æthelberhtovy možnosti šíření kentského, stejně jako křesťanského vlivu. Æthelfrith se roku 604 zmocnil Deiry a připojil ji ke vlastnímu bernicijskému panství. Nicméně franští králové v Galii byli plně zaměstnáni vlastními vnitřními konflikty a ponechali Æthelberthtovi volnou ruku, aby upevňoval křesťanství ve své zemi. Kentská církev vyslala rochesterského biskupa Justa a opata z opatství svatého Petra a Pavla na pařížský koncil, který se konal roku 614, patrně za Æthelberhtovy podpory. Æthelberht rovněž vydal zákoník, nejspíše pod vlivem římských misionářů.

### Vzdor pohanů

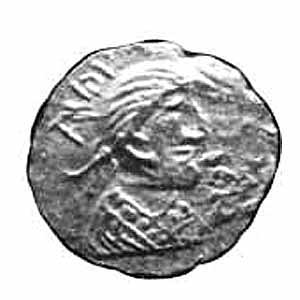
Mince kentského krále Eadbalda

Pohané se zvedli k odporu proti šíření křesťanství po Æthelberhtově smrti roku 616; vyhnali biskupa Mellita z Londýna, kam se již nikdy nevrátil, a Justa z Rochesteru, ten se však poté, co s Mellitem strávil nějaký čas v Galii, dokázal do Rochesteru vrátit. Beda zmiňuje legendu, podle které se Vavřinec z Canterbury chystal připojit k Mellitovi a Justovi v Galii, když se mu ve snu zjevil svatý Petr a za jeho úmysl opustit misi Vavřince zešlehal. Když se Vavřinec probudil, na jeho těle se zázračně objevily stopy po mrskání. Když Vavřinec svůj příběh vypověděl a stopy na svém těle ukázal novému kentskému králi, ten neprodleně přestoupil ke křesťanství a povolal zpět z Galie vyhnané biskupy.
N. J. Higham za Mellitovým vypuzením vidí politické příčiny, protože to byli Sæberhtovi synové, kteří biskupa vypověděli. Beda zastává názor, že Sæberhtovi synové ke křesťanství nikdy nepřistoupili a po smrti krále Æthelberhta se pokusili Mellita přinutit, aby jim dal svaté přijímání i bez toho, že by se stali křesťany; svaté přijímaní pokládali za magické. Ačkoliv Beda nezmiňuje žádné detaily ohledně politických faktorů této události, je pravděpodobné že Sæberhtovi synové vyhnáním Mellita demonstrovali svou nezávislost na Kentském království a zapuzení Æthelberhtovy nadvlády nad Východními Sasy. Neexistují žádné důkazy u útlaku a perzekucích dalších křesťanů ze strany pohanů po Mellitově vyhnání.
Po Æthelberhtovi na kentský trůn dosedl jeho syn Eadbald. Podle Bedy Eadbald po smrti svého otce odmítl křest a oženil se se svou nevlastní matkou, což byl skutek odporující učení římské církve. Ačkoliv Beda dále tvrdí, že za Eadbaldovým rozhodnutím křest nakonec přijmout stojí zázračný sen Vavřince z Canterbury, zcela to ignoruje politické a diplomatické obtíže, jimž Eadbald musel čelit. Ohledně Bedova příběhu neexistují žádné chronologické kontroverze, neboť dochovaná papežská korespondence jej potvrzuje. Historikové se rozcházejí v názorech na přesnou dataci Eadbaldova přijetí křesťanské víry. Podle D. P. Kirbyho papežovy dopisy naznačují, že král konvertoval v době, kdy Justus zastával arcibiskupský úřad v Canterbury – tedy až po Vavřincově smrti a relativně dlouhou dobu po smrti krále Æthelberhta. Henry Mayr-Harting přijímá Bedovu chronologii a zastává názor, že Eadbald přijal křest nedlouho po smrti svého otce. Higham naopak souhlasí s Kirbym a tvrdí, že Eadbald nekonvertoval hned a protichůdně tak pokračoval v otcově prokřesťanské politice, a konvertoval až osm let po Æthelberhtově smrti.

## Šíření křesťanství na sever

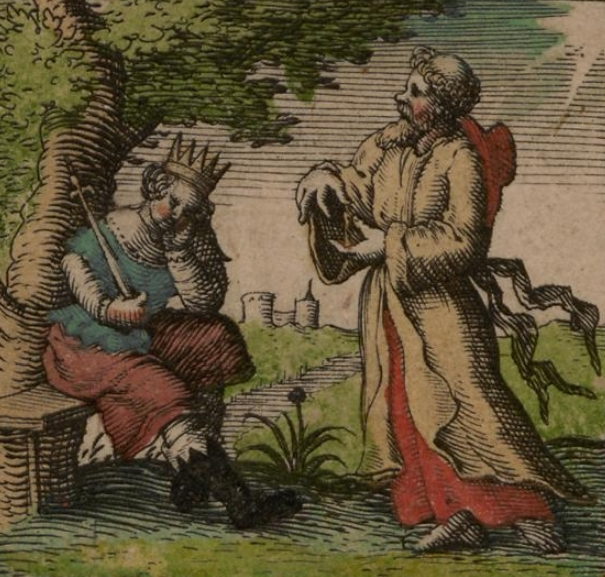
Paulinus z Yorku a král Edwin, raně novověká iluminace

Na severu Británie začalo křesťanství nabývat vlivu, když se northumbrijský král Edwin oženil s kentskou princeznou Æthelburgou, dcerou krále Æthelberta, které dovolil ponechat si křesťanskou víru. Zároveň povolil biskupu Paulinovi, aby princeznu doprovázel a kázal u northumbrijského dvora. Na Velikonoce roku 627 pak Paulinus krále Edwina pokřtil. Po králově konverzi následovala konverze i jeho mnohých poddaných. Není přesně známo, kdy Paulinus na sever přišel; podle některých historiků roku 625, jiní věří tradičnímu datu, které se blíží roku 619. Podle Highama byl manželský svazek mezi Edwinem a Æthelburgou pokusem krále Eadbalda využít smrti krále Východní Anglie Rædwalda (624) a nastolit zpět kentskou lokální dominanci, kterou udržoval Eadbaldův otec. V Rædwaldovi tak podle Highama zmizela politická překážka, která Eadbaldovi bránila v přijetí křtu, čímž Higham Eadbaldův křest časově zařazuje do stejné doby, kdy byla sestra poslána na sever do Northumbrie. Ačkoliv Beda veškerou iniciativu přiznává Edwinovi, je pravděpodobné, že Eadbald byl při zrodu nového spojenectví rovněž aktivní. Rædwaldova smrt rovněž posílila pozice i northumbrijského krále, který, jak se zdá, udržoval ostatní místní království pod svou kontrolou až do své smrti.
Paulinus nebyl činorodý pouze v Edwinové mocenském centru – Deiře –, ale také v Bernicii a Lindseyském královstvím. Edwin plánoval zřízení severního arcibiskupství. Jak Edwin, tak Eadbald vyslali do Říma svého zástupce se žádostí o pallium pro Paulina, které bylo skutečně papežem posláno v červenci roku 634. Mnoho obyvatel z Východní Anglie včetně krále Eorpwalda bylo misionáři rovněž obráceno na křesťanství. Následně po Edwinově smrti v bitvě roku 633, nebo 634 se Paulinus vrátil zpět do Kentu i s královnou vdovou Æthelburgou a její dcerou. Pouze jediný člen Paulinovy skupiny zůstal na severu – jáhen Jakub. Poté, co z Northumbrie odešel Justus, pozval nový northumbrijský král Oswald do země irské misionáře z kláštera na ostrově Iona, kteří pokračovali v christianizaci království.
Přibližně v době Edwinovy smrti se po svém pokřtění do Británie vrátil z galského exilu člen východoanglické královské rodiny Sigeberht. Ten požádal jednoho z vlivných římských misionářů a pozdějšího arcibiskupa z Canterbury Honoria, aby mu poslal biskupa. Honorius mu vyhověl a vyslal Franka Felixe Burgundského, který ve své misijní činnosti ve Východní Anglii slavil úspěch.

## Další aspekty
Řehořovi misionáři své úsilí zaměřili především na oblasti, kde se do 5. století soustředilo římské osídlení. Je možné, že Řehoř Veliký zamýšlel obnovit římskou civilizaci a církev v Británii poté, co byla v téže době vybudována církevní organizace v Galii. Dalším aspektem misie byl velmi malý důraz na monasticismus; jeden klášter byl vybudován v Canterbury, pozdější Opatství svatého Augustina. Ačkoliv sám Augustin i další misionáři byli mniši, nezdá se, že by sami v klášteře žili mnišským životem. Namísto toho žili jako světští duchovní sloužící v katedrále a je pravděpodobné, že v ostatních biskupstvích v Rochesteru a Londýně to fungovalo podobně. Církev v Galii a Itálii byla organizována ve městech a oblastech jimi ovládaných. Pastorační služba byla centralizována a kostely byly budovány i ve větších vesnicích v oblastech pod kontrolou z městských center. Biskupská sídla byla zřizována ve městech a všechny kostely náležely k diecézi spravované biskupovými duchovními.
Většina moderních historiků zaznamenala, že v Bedově podání římští misionáři, ve srovnání s irskými misionáři operujícími v Northumbrii, se zdají jako nemastní neslaní, což je přímo dáno způsobem, jakým Beda zkompiloval své informace. Historik Henry Mayr-Harting navíc dodává, že většina gregoriánských misionářů se zabývala římskou ctností gravitas, nebo osobní vážností a nedávala najevo emoce, což značně omezilo dostupnost soudobých barvitých historek o nich.
Jedním z důvodů, proč gregoriánská misie uspěla, bylo, že pracovala příkladem. Rovněž důležitá byla flexibilita a spolupráce Řehoře Velikého, která dovolila misionářům přizpůsobit jejich chování i liturgie aktuální situaci v Británii, stejně jako přístupnost krále Æthelberhta nechat se pokřtít ne-Frankem. Král byl obezřetný ohledně svého svolení nechat se konvertovat franským biskupem Liudhardem, protože to mohlo otevřít cestu franskému vlivu na Kent. Christianizace z rukou vyslance vzdáleného Říma tak byla nejen z geopolitického hlediska bezpečnější, ale navíc díky misi pocházející přímo z centra latinské církve i prestižnější. Protože však římská církev byla považována stále za součást východořímské říše, dostalo se mu uznání rovněž od císaře z Konstantinopole. Dnešní historikové přičítají misi úspěch rovněž i obrovským prostředkům, které do misie investoval Řehoř Veliký; vyslání čtyřiceti misionářů v první vlně a dalších v pozdější době bylo poměrně značný počet.

## Důsledky

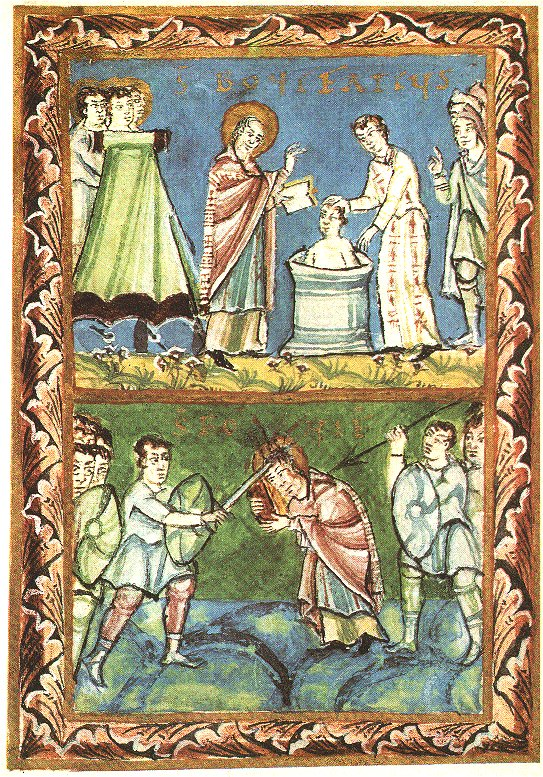
Křest svatého Bonifáce (nahoře) a jeho umučení (dole), rukopis z 11. století

Poslední z římských misionářů, arcibiskup Honorius, zemřel 30. září roku 653. Jeho nástupcem se stal Deusdedit z Canterbury, jenž již byl rodilý Sas.

### Pohanské zvyklosti
Misionáři byli nuceni postupovat pozvolna a nebyli schopni účinně eliminovat zvyklosti pohanů či zničit jejich chrámy a další posvátná místa. během misie se také objevilo jen málo ozbrojeného odporu a krveprolití. Kentští pohané otevřeně praktikovali své náboženství ještě ve 30. letech 7. století; ve 40. letech však již bylo pohanství postaveno mimo zákon. Ačkoliv Honorius vyslal k východoanglickým pohanům misionáře Felixe, zdá se, že většina iniciativy stála na straně východoanglického krále.
S římskými misionáři se tak do Británie dostala, vedle galského a keltského živlu, který již na ostrově přítomen byl, třetí forma křesťanství. Ačkoliv se často uvádí, že gregoriánská misie do Británie přinesla řeholi svatého Benedikta, není pro to žádný přesvědčivý důkaz. První arcibiskupové z Canterbury si nárokovali nadřazenost nad všemi biskupy na Britských ostrovech, avšak jejich nárok nebyl většinou britských biskupů uznán. Zdá se také, že gregoriánská misie nehrála žádnou úlohu v christianizaci západních Sasů, které na křesťanství obrátili misionáři vyslaní přímo papežem Honoriem I. Nepředpokládá se ani, že si římští misionáři udrželi po smrti krále Edwina vliv v severní Northumbrii, kde po odjezdu Paulina z Yorku christianizaci nadále zajišťovali misionáři z Iony a nikoliv z Canterbury.

### Papežské aspekty
Důležitým vedlejším produktem misie bylo následný těsný vztah mezi římskou a nově vzniklou anglosaskou církví. Ač Řehoř Veliký zamýšlel sídlo jižního arcibiskupství umístit do Londýna, nikdy se tak nestalo. Pozdější tradice, datovaná k roku 797, kdy se král Cenwulf pokusil přesunout arcibiskupství z Canterbury do Londýna, říká, že po smrti Augustina z Canterbury se sešla rada „moudrých mužů“ z řad Anglosasů, kteří rozhodli, že arcibiskupství by mělo zůstat v Canterbury, neboť zde Augustin kázal. Idea, že arcibiskup k uplatnění své autority potřebuje papežské pallium, se odvozuje od gregoriánské misie, jež zvyk ustanovila v Canterbury, odkud se dále šířil i na evropský kontinent pozdějšími anglosaskými misionáři jako sv. Willibrordem či Bonifácem. Těsné vazby Anglosasů na Řím byly ještě posíleny v 7. století, kdy byl papežem na arcibiskupský stolec v Canterbury dosazen Theodor z Tarsu.
Misie byla součástí Řehořova úsilí o separaci západní římské církve od východní a jejímu směřování k západní části někdejšího římského impéria. Po Řehořově smrti pokračovalo v jeho stopách množství jeho nástupců v papežském úřadu, kteří tak poskytovalo papežskou záštitu další christianizaci Anglosasů. Misionářské úsilí Augustina a jeho společníků, spolu s iro-skotskými misionáři, se stalo předobrazem anglosaských misií v německých zemích v pozdější době. Historik Robert A. Markus soudí, že gregoriánská misie byla bodem zlomu v papežské misionářské strategii, jež učinila počátek ústupu od násilné k nenásilné christianizaci.

### Kult svatých

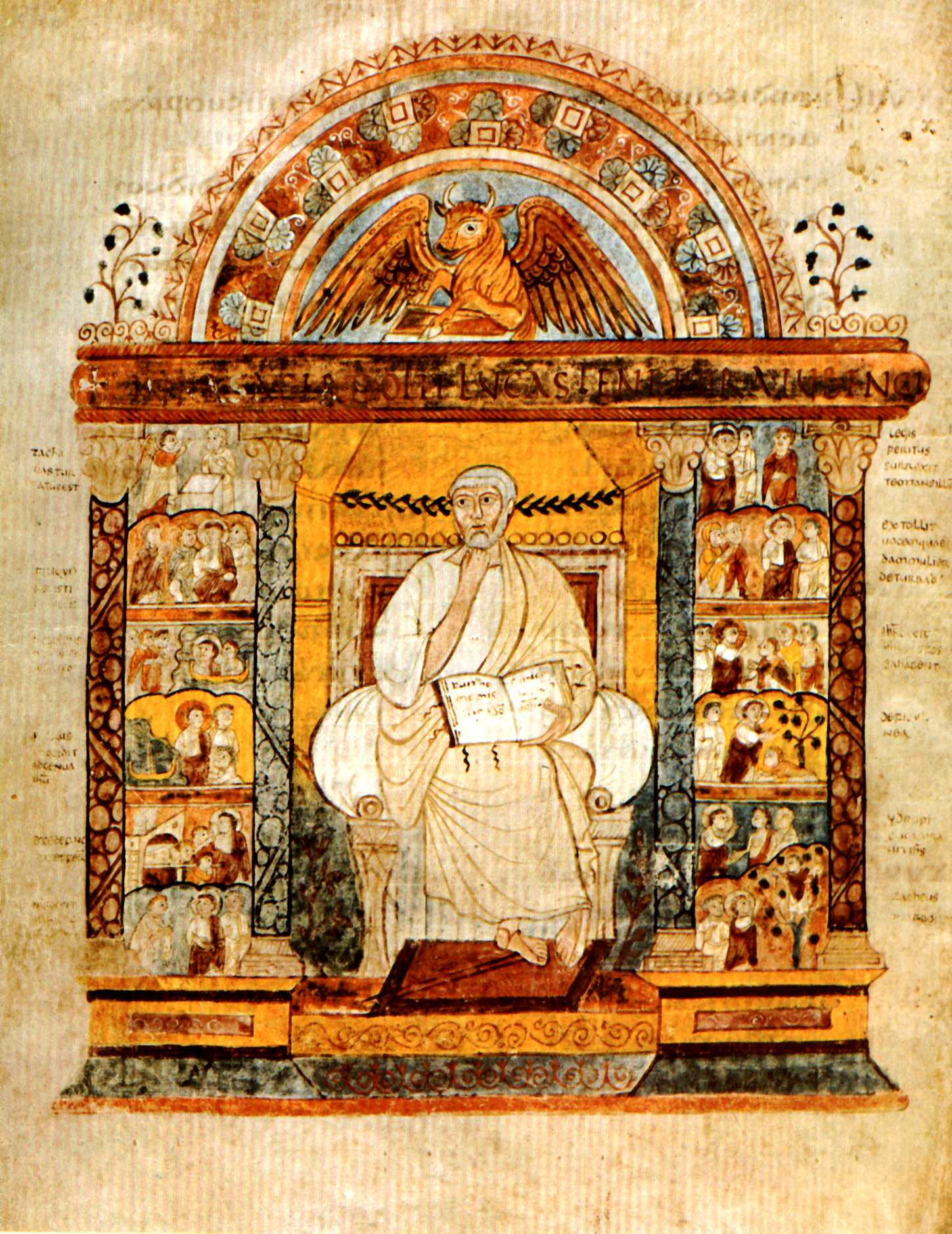
Portrét evangelisty Lukáše z evangelií svatého Augustina, tradičně jedna z knih poslaná papežem Řehořem Augustinovi roku 601

Dalším důsledkem misie bylo povýšení kultu Řehoře Velikého Northumbrijskými nad kulty ostatních svatých; první vydání Života Řehoře Velikého pochází z Whitbyjského opatství v Northumbrii. Papež Řehoř se v Římě netěšil velké oblibě, a to až do doby, kdy se rozšířilo dílo svatého Bedy, Historia ecclesiastica, kde jsou kořeny kultu Řehoře Velikého. Papež je v Bedově díle vykreslen jako hybná síla gregoriánské misie, zatímco Augustin a další misionáři ve svých činech závislí na jeho radách a pomoci. Beda taktéž, zvláště ve svém díle Chronica Maiora, přiznává vedoucí úlohu v christianizaci Northumbrie římským misionářům, zatímco o irských misionářích se nezmiňuje. Postavením Řehoře Velikého do čela gregoriánské misie, ačkoliv osobně se v ní nijak neúčastnil, Beda napomohl vzestupu Řehořova kultu, který se tak stal jedním z nejvýznamnějších v anglosaské Anglii a dokonce v pozdější době zastínil i kult Augustinův; koncil anglosaské církve, který se konal roku 747, usnesl, že svatý Augustin z Canterbury by měl být vždy zmíněn v liturgii právě po Řehořovi.
Mnoho z gregoriánských misionářů bylo po smrti kanonizováno, včetně Augustina, který se stal další kultovní postavou; klášter, jenž v Canterbury založil byl nakonec zasvěcen jemu. Honorius, jáhen Jakub, Justus, Vavřinec, Paulinus, Mellitus, či Petr, ti všichni byli po smrti prohlášeni za svaté. Kanonizován byl dokonce i král Æthelberht, o kterém Beda tvrdí, že svůj lid ochraňuje i po smrti.

### Umění, architektura a hudba
V Canterbury se nachází několik objektů přímo spojených s historií gregoriánské misie, například svatoaugustinská evangelia ze 6. století, pocházející původně z Itálie, dnes umístěná v Cambridgi (Corpus Christi College MS 286). Rovněž existuje záznam o dovezené iluminované „Bibli svatého Řehoře“, která se později ztratila, původně umístěné v Canterbury. Thomas Elmham na konci 15. století popsal řadu dalších knih, jež v té době byly majetkem Opatství svatého Augustina a o nichž se věřilo, že je opatství daroval samotný Augustin. Zvláštní pozornost Thomas Elmham věnoval žaltáři, jenž byl spojen s osobou Augustina a který viděl ještě starožitník John Leland v období rušení anglických klášterů ve 30. letech 16. století; později žaltář zmizel.
Augustin nechal postavit kostel při založení Opatství svatého Petra a Pavla v Canterbury, jež bylo později přejmenováno na Opatství svatého Augustina. Tento kostel byl zničen Normany, když v polovině 11. století dobyli Anglii, což otevřelo cestu vybudování kostela nového. Misionáři v Cabterbury také postavili Augustinovu katedrálu, jež se stala hlavní canterburskou katedrálou. Tento kostel se nezachoval a není jisté, zda se jedná o kostel, popisovaný středověkým kronikářem Eadmerem jako Augustinův kostel, byl skutečně postaven Augustinem. Jiný kronikář, Jan z Worcesteru, tvrdí, že katedrála byla zničena roku 1011 a Eadmer sám si odporuje, když na jednom místě popisuje události z roku 1011, kde říká, že katedrála byla zničena ohněm a na jiném, že byla vypleněna. Katedrála byla vybudována také v Rochesteru; ačkoliv budova byla zničena roku 676, biskupství zde existovalo i nadále. další církevní stavby byly budovány i v Londýně, Yorku a možná i v Lincolnu, ačkoliv se žádná z nich nezachovala.
Misionáři v Británii představili novou hudební formu – chorál –, podobný tomu, jaký byl v Římě zpíván při mši. Během 7. a 8. století se Canterbury proslavilo svým kněžským chorálem a canterburští mistři jezdili chorál vyučovat, mezi nimi například i Wilfrid, pozdější yorský biskup. Putta, první biskup z Herefordu, se taktéž proslavil svým chorálovým zpěvem, který, jak se říkalo, se naučil od gregoriánských misionářů. Jeden z nich, jáhen Jakub, chorálu v Northumbrii učil po Paulinově odjezdu do Kentu; Beda poznamenal, že Jakubův zpěv chorálu byl dokonalý.